# Beaufortia interstans
Beaufortia interstans är en myrtenväxtart som beskrevs av Ferdinand von Mueller. Beaufortia interstans ingår i släktet Beaufortia och familjen myrtenväxter. Inga underarter finns listade i Catalogue of Life.